# Ambrym
Ambrym és una illa volcànica que es troba a la Província de Malampa, en l'arxipèlag de Vanuatu. Inclou llacs de lava en dos cràters prop del cim.

## Etimologia
Ambrym (o Ambrin) va ser batejada pel Capità Cook el 1774.("ham rim" en l'idioma Ranon).

## Geografia
Aquesta illa és de forma triangular i d'uns 50 km d'amplada. La seva superfície és de 677,7 km².
Està coberta d'una jungla espessa.

## Vulcanologia
Ambrym és un gran volcà basàltic amb una caldera de 12 km d'amplada i és un dels volcans més actius de l'arc d'illes de les Noves Hèbrides
Diverses vegades cada segle l'Ambrym té erupcions destructives. El Mont Benbow va tenir la seva darrera erupció l'any 1913, causant l'evacuació de la població a Mele, prop de Port Vila a Éfaté.
El març de 2017, Google afegí el cràter Marum amb el seu llac de lava a Google Street View.

## Demografia
Amb la propera illa de Malakula i altres petites illes, Ambrym forma la província de Malampa amb una població de 7.275 habitants la seva economia es basa en els cocoters.

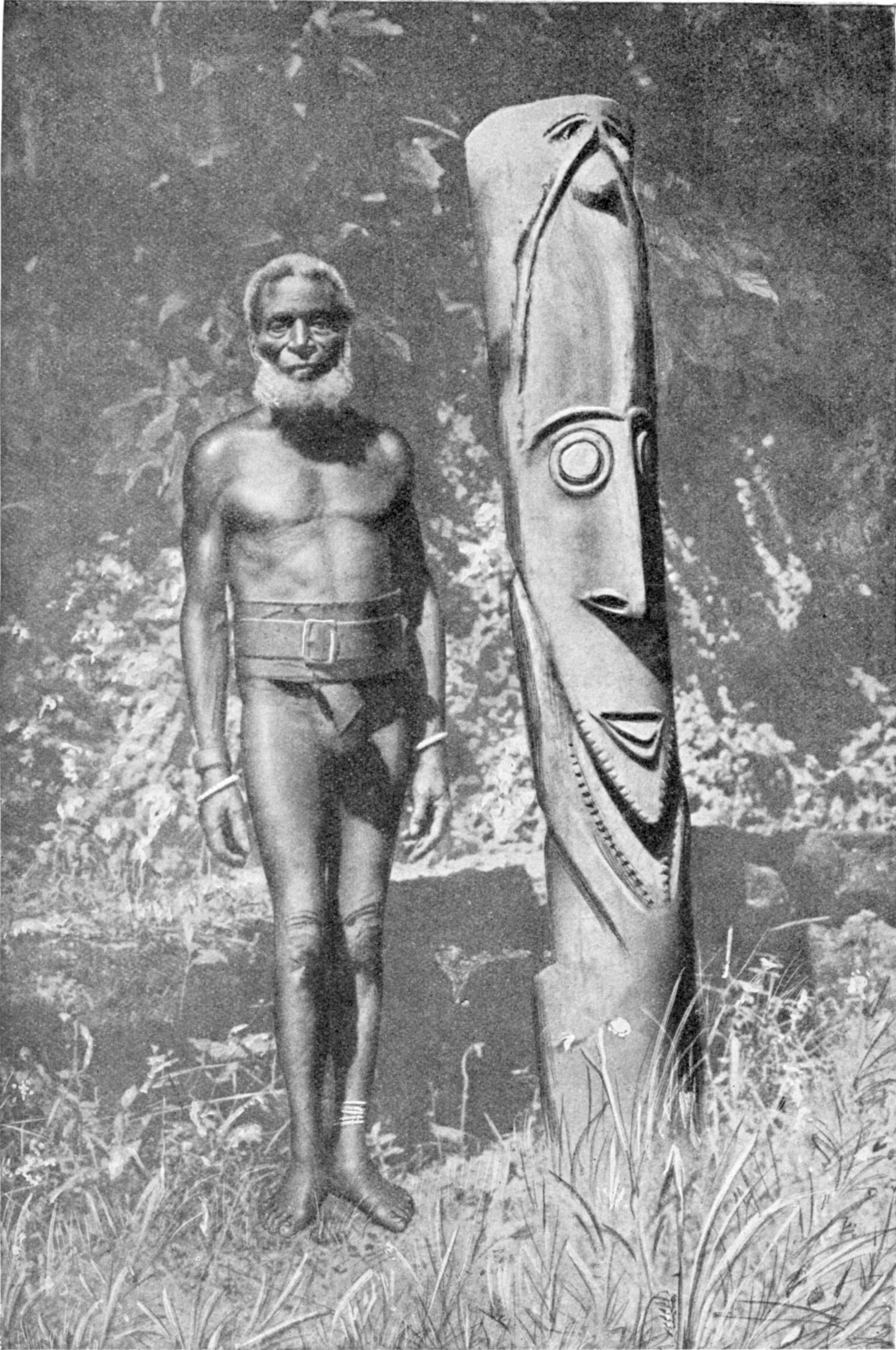
Habitant i escultura de fusta a Ambrym (1925)

## Idiomes
Ambrym té el seu propi idioma Austronesi.